# Theodor Mannborg

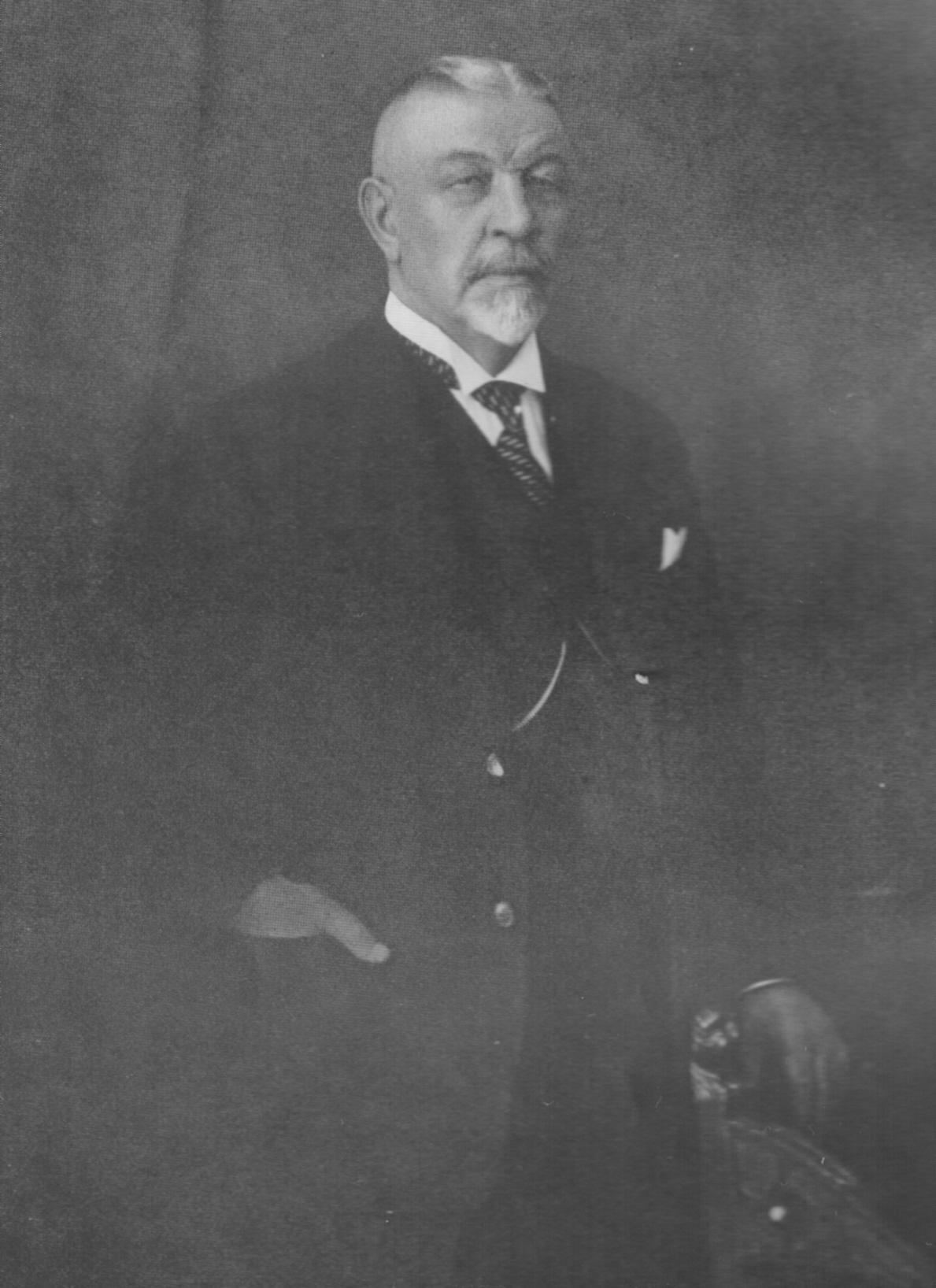
Theodor Mannborg

Karl Theodor Mannborg (* 19. November 1861 in Karlstad; † 26. Juli 1930 in Leipzig) war ein Orgelbauer und Unternehmer schwedischer Herkunft, der als Begründer der deutschen Saugwindharmonium-Industrie gilt.

## Leben

### Ausbildung
Nach der Konfirmation ließ sich der junge Theodor zunächst in einer dreijährigen Lehrzeit zum Tischler ausbilden. Dadurch eignete er sich die Voraussetzungen für seinen eigentlichen Berufswunsch, den Orgelbau, an. 1879 setzte er seine Ausbildung mit einer Lehre bei der schwedischen Werkstatt für Harmoniumbau J. P. Nyström in Karlstad fort. Dabei erlebte er im Harmoniumbau die Übergangszeit von der reinen Handarbeit zur Maschinenherstellung und vom Druckwind- zum Saugwindsystem.  Improvisation, Geschicklichkeit und Erfindergeist wurden dadurch bei ihm besonders geschult. Nach Beendigung seiner Lehr- und Gesellenzeit in Karlstad ging Mannborg 1886 zu den damals berühmten Orgelbaumeistern Urban Kreutzbach ins sächsische Borna, um sich im Pfeifenorgelbau ausbilden zu lassen. Anschließend arbeitete er als Gehilfe beim Orgelbaumeister Klais in Bonn.

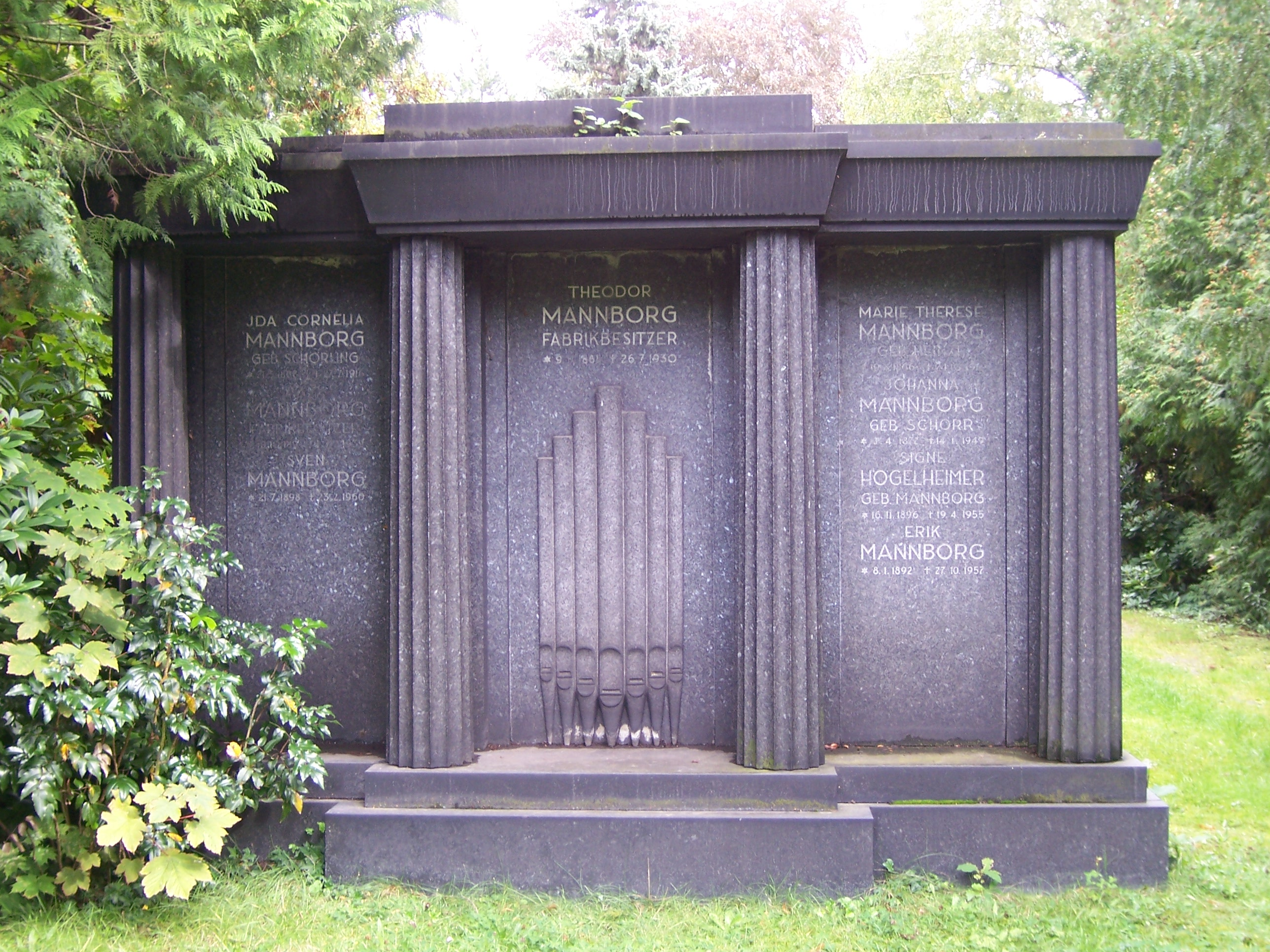
Grabstätte der Familie Theodor Mannborg auf dem Südfriedhof in Leipzig

### Selbständigkeit

#### Erste Jahre in Borna
Dank seiner umfassenden theoretischen Kenntnisse und praktischen Erfahrungen war Mannborg nun in der Lage, sich die zum Harmoniumbau notwendigen Spezialwerkzeuge und Bauteile selbst herzustellen. Am 29. April 1889 eröffnete er in Borna die Theodor Mannborg Harmoniumfabrik als Ein-Mann-Betrieb. Im Auftrag der Gebr. Hug in Leipzig rüstete er als erster Harmoniumbauer in Deutschland Harmoniums nach US-amerikanischem Vorbild mit Saugwindsystemen aus, die sich wegen ihres weicheren, lieblicheren Klangs immer größerer Beliebtheit erfreuten. Diese sogenannten Cottageorgeln wurden bisher ausschließlich aus Amerika importiert. Mit zunehmender Anzahl von Auftragseingängen musste sich der junge Unternehmer einen Gehilfenstamm heranbilden. Durch Präzision, ansprechendes, modernes Design und Verwendung neuer Technik wie Druck- statt Zugregistern, pneumatischem Subbass und freischwingenden Resonanzböden oder aber der viel beachteten doppelten Expression konnte sich Mannborg erfolgreich von der US-amerikanischen Konkurrenz absetzen.  Großen Wert legte er zudem auf die Holzauswahl und die Holzbearbeitung.

#### Umzug nach Leipzig
Mit der Zeit wurde die Nachfrage nach Mannborg-Harmoniums so groß, dass man die Erweiterung und Verlegung des Produktionsstandortes in Betracht ziehen musste. Die Wahl fiel auf die große, zentral gelegene Handelsmetropole und Musikstadt Leipzig. 1894 siedelte sich Mannborg mit seiner Fabrik zunächst auf dem Grundstück Körnerplatz 3 ein. Dabei rationalisierte er die gesamte Produktion durch die Anschaffung von neuen Holzbearbeitungs- und Spezialmaschinen.
Zehn Jahre später wurde die Fabrik erneut vergrößert und modernisiert. Man bezog nun das Grundstück Angerstraße 32 im Leipziger Stadtteil Lindenau. Für Kino- und Kaffeehauskapellen stellte man neben den Saugwindharmoniums auch weiterhin Druckwindorgeln her. Ab 1910 widmete man sich auch der Produktion von Kunst- und Pedalharmoniums.

#### Gründung der Harmonium-Zungenfabrik in Pegau
Um sich und die europäische Saugwindharmonium-Produktion von US-amerikanischen Zulieferern unabhängig zu machen, gründete Mannborg 1911 im sächsischen Pegau Europas erste und einzige Fabrik, die sich ausschließlich mit der Herstellung sämtlicher Zubehörteile für die Harmoniumproduktion befasste. Dazu mussten sämtliche Maschinen in Übersee eingekauft werden. Von diesem beachtlichen finanziellen, technischen und logistischen Einsatz profitierte letztlich auch Mannborgs deutsche und europäische Konkurrenz. Das Pegauer Zweigunternehmen wurde von Axel Mannborg (1890–1939), einem Sohn des Unternehmensgründers geleitet.

#### Der Erste Weltkrieg
Kurz vor den Feiern zum fünfundzwanzigjährigen Bestehen des Unternehmens brach der Erste Weltkrieg aus. Gleich in den ersten Wochen galt es, den kriegsbedingten Ausfall von über neunzig gut ausgebildeten Facharbeitern verkraften. Die Beschaffung von hochwertigen Materialien aus aller Welt wurde zunehmend erschwert. Eine Stilllegung der Produktion kam für Mannborg jedoch nicht in Frage. Um die verbliebenen Arbeiter in Lohn und Brot zu halten, verlegte man sich zeitweise auf die Herstellung von Möbeln. Mannborg selbst stand dabei an der Werkbank, um Ersatzkräfte einzuweisen und auszubilden. Trotz der Inflation gelang es auch nach Kriegsende, die Produktion zu modernisieren und die Qualität erneut zu verbessern.

#### Weltruf

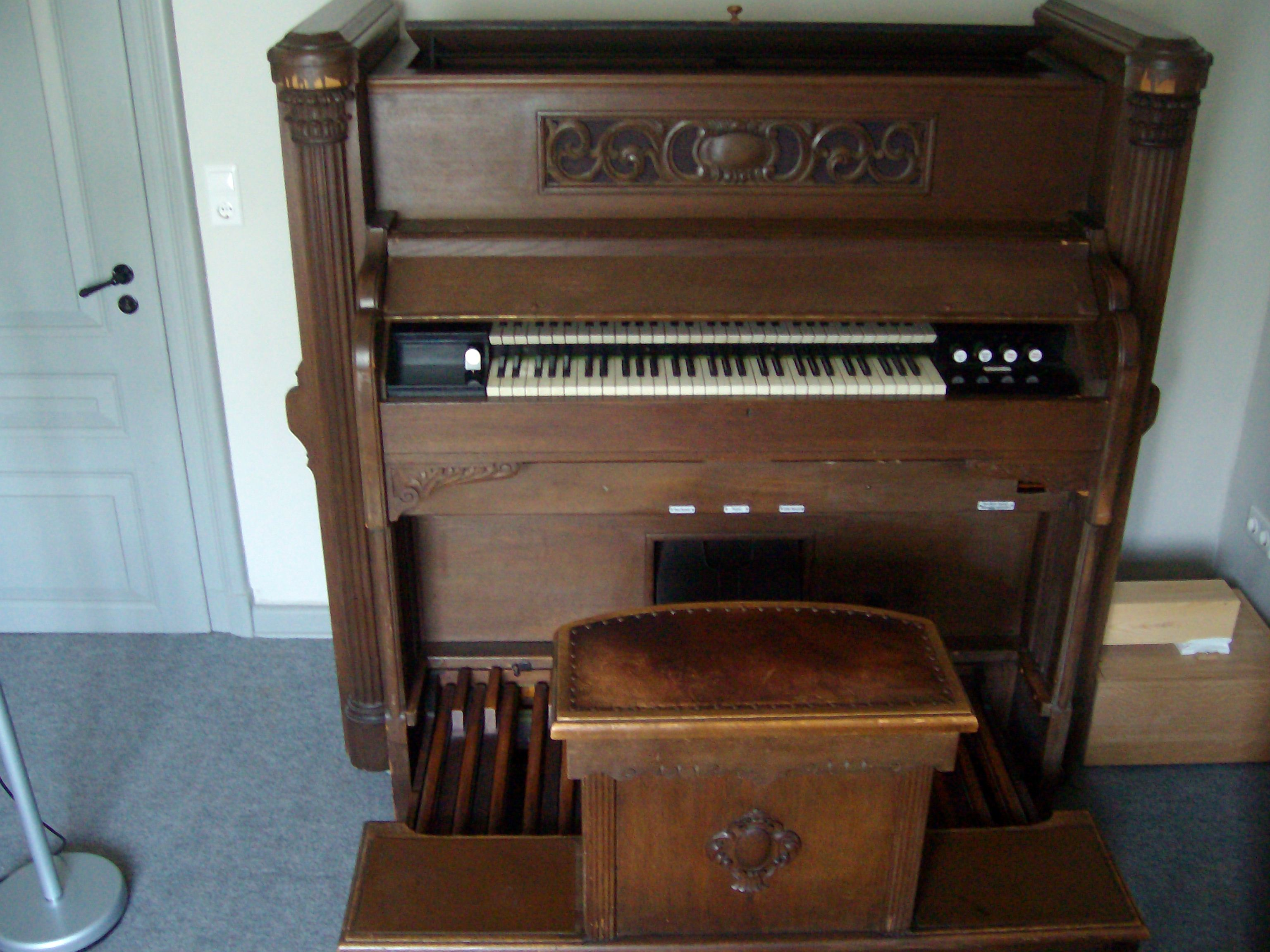
Pedalharmonium der Firma Theodor Mannborg, Leipzig

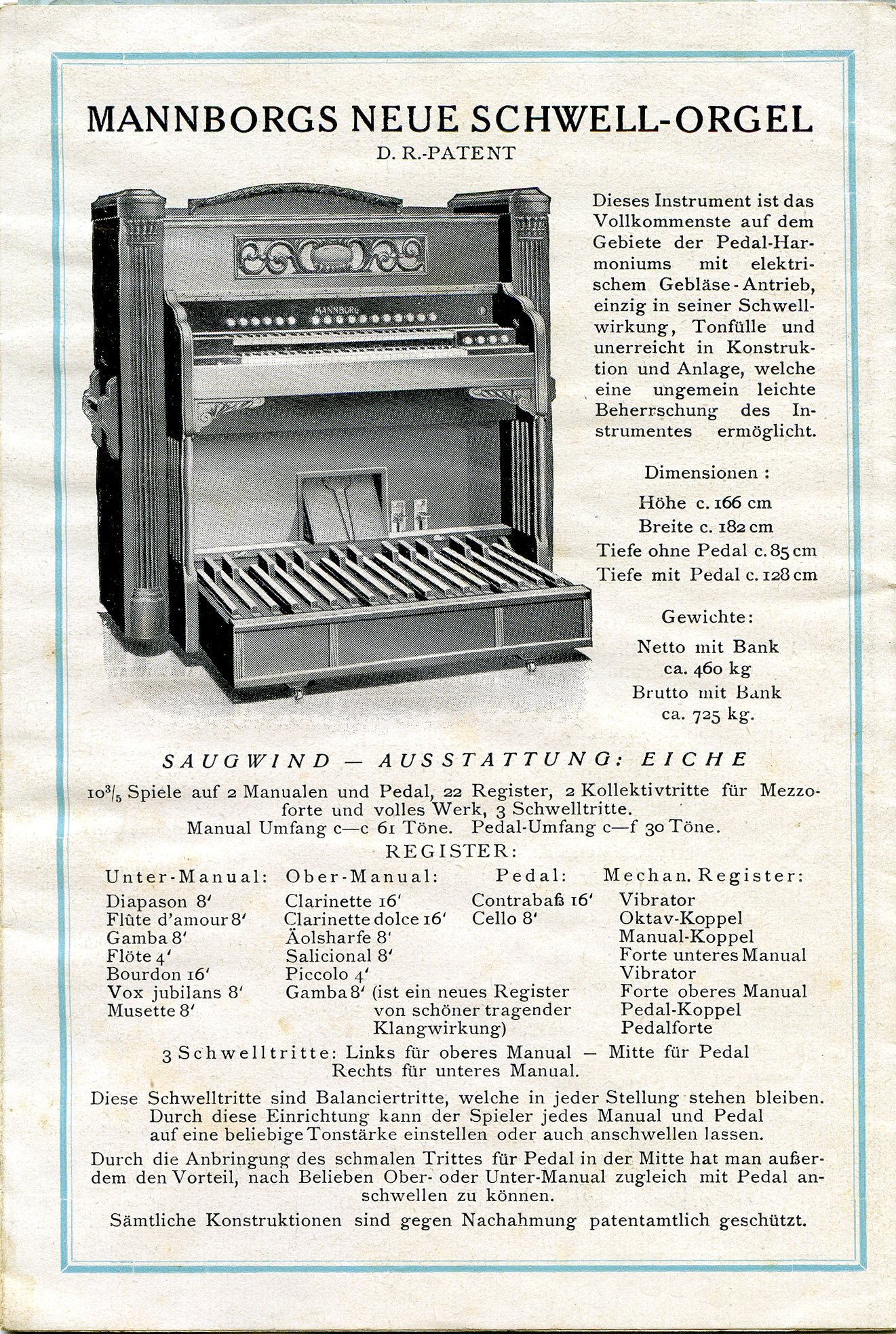
Mannborgs Neue Schwellorgel

Durch die Anpassung der Harmoniumgehäuse an das moderne Möbeldesign, die Schaffung vieler neuer Stimmen, umfangreicher Registrierungsmöglichkeiten und charakteristischer Klangfärbungen, die denen von Orchesterinstrumenten nahezu glichen, war es Mannborg gelungen, die einstmals übermächtige US-amerikanische Konkurrenz fast gänzlich auszuschalten und seine Fabrik zur führenden und leistungsfähigsten Harmoniumproduktionsstätte der Welt zu entwickeln.  Sein Unternehmen besaß zahlreiche Patente und gesetzlich geschützte Konstruktionen. Auch auf dem Gebiet des Pedalharmoniums wurde in akustischer und technischer Hinsicht innovativ gearbeitet.
Die Krönung von Mannborgs Lebenswerk war jedoch die Entwicklung der Schwellorgel. Auf allen beschickten Ausstellungen erhielten die Instrumente Mannborgs höchste Auszeichnungen. Es war ihm gelungen, das Saugwindharmonium nicht nur im Bereich des Laienmusizierens, sondern auch im Konzertwesen als vollgültig anerkanntes Instrument zu etablieren.

### Ehrungen
Für seine Leistungen auf dem Gebiet des Harmoniumbaus wurden Theodor Mannborg zahlreiche Ehrungen zuteil. Seit der Gründung des Verbandes Deutscher Harmoniumfabrikanten am 11. Juli 1900 war Mannborg über 24 Jahre dessen Vorsitzender.

„Der Einfluß Th. Mannborgs auf die Harmoniumbranche ist zur Blütezeit dieses Industriezweigs gleich nach der Jahrhundertwende von entscheidender Bedeutung gewesen. Zum einen wegen seines Wirkens als erfolgreicher Unternehmer, der den Markt maßgeblich mit gestaltete, zum anderen wegen seines Einflusses auf die übergeordneten wirtschaftlichen und politischen Fragen durch seine Stellung als Vereinsvorsitzender.“

Der spanische, der rumänische und der sächsische König verliehen ihm den Hoflieferantentitel. 1913 wurde er zum Mitglied der Königlich Schwedischen Musikakademie in Stockholm ernannt. Mannborg war Träger hoher schwedischer und deutscher Orden.

### Weitere Unternehmensgeschichte
Die Zeit von 1889 bis 1930 umfasst die Blütezeit des Unternehmens, es wurde von Mannborgs Söhnen und Enkeln weitergeführt. 1934 begann man mit der Produktion von Kleinklavieren, den sogenannten Pianochordklavieren. Ab 1938 stellte man zusätzlich Stutzflügel her.  Während des Zweiten Weltkriegs verlegte sich das Unternehmen wiederum auf die Produktion von Möbeln. Ab 1946 konnte die Klavierproduktion wieder aufgenommen werden. Am 30. März 1955 stellte die Deutsche Demokratische Republik auf Grundlage der „Sicherung von Vermögenswerten“ das Unternehmen unter treuhänderische Verwaltung. Kurze Zeit später wurde es enteignet und der staatlichen VEB Leipziger Pianofortefabrik Böhlitz-Ehrenberg (ehemalige Hupfeld-Werke) angegliedert.